# Molins de vent de la Torre del Batlles
Molins de vent de la Torre del Batlles és una obra del municipi de Sant Fruitós de Bages (Bages) inclosa en l'Inventari del Patrimoni Arquitectònic de Catalunya.

## Descripció
Es tracta de dos pous, un a tocar de la casa de La Torre del Batlles, i l'altre en un indret proper, davant de l'escola Paidós.
A- Pou circular, que sobresurt a l'exterior fins a uns 3,5 m d'alçada. És de pedra, amb decoracions de maó formant obertures capricioses. Acaba amb un coronament emmerletat també de maó. Damunt s'aixeca la torreta metàl·lica que aguanta el molinet, de difícil classificació.
B- Pou situat al marge esquerre del torrent Bo. És d'estructura circular, de maó llis, d'uns 2 m de diàmetre i uns 3 m d'alçada. Les obertures són de forma romboïdal i d'acabat esgraonat. És coronat amb una sanefa de plec de llibre, dues arandeles i merlets esgraonats (ratats). La torreta i el molinet són de tradició americana, anomenats popularment Chicago.

## Història
Aquests dos molins de vent, i dos pous més que no són de vent, formen part del mateix conjunt, que aprofita la mateixa veta d'aigua i que abastia les necessitats de la casa de La Torre. Aquests dos pous de vent foren construïts a principis del segle xx, als voltants dels anys 20.